# Excel Saga
Excel Saga (japanski エクセル·サーガ) je japanska humoristično-satirična manga i anime serija iz 1999. autora Rikdoa Koshija. Radnja je labava i odvija se uglavnom oko tajne "ideološke organizacije" Across koja pokušava osvojiti grad Fukuoka kao prvi korak prema većem planu osvajanja cijelog svijeta. Naslovna junakinja, Excal, je ključni član te organizacije, dok grad brani tajna organizacija iz sjene koju vodi Dr. Kabapu.
Manga je adaptirana u anime TV seriju od 26 epizoda koju je režirao Shinichi Watanabe. Japanske TV stanice nisu emitirale zadnju epizodu koja je, prema autorima, "napravljena namjerno prenasilno za emitiranje", pa je stoga uključena u DVD izdanjima. Neke druge TV mreže su pak ipak emitirale tu zadnju epizodu. Serija je dobila uglavnom pozitivne kritike te uživala u umjerenim prodajama.

## Radnja
Smatrajući da je svijet iskvaren, tajna organizacija Across planira osvojiti svijet. Prvi korak k svjetskoj dominaciji zahtijeva i osvajanje prvog grada. Across se sastoji od vođe - Il Palazzo - te činovnika Excel - koja je dosta tupa - i Hyatt. Njih dvoje žive u jednom stanu u gradu, zajedno sa psom Menchijem, a kasnije im se pridruži Elgala. U susjednom stanu žive tri mladića: Iwata, Sumiyoshi i Watanabe. Zgradu nastanjuju o radnik Matsuya, kasnije Ropponmatsu, koji rade za Odjel gradskog osiguranja pod vodstvom Dr. Kabapua, koji želi zaustaviti Across. S vremenom, Il Palazzo javno objavljuje postanje organizacije Across građanima grada. Hyatt biva uhićena dok Excel i Elgalu zadrže vlasti za imigraciju, prije nego što ih spasi Il Palazzo, koji počinje novu fazu svojeg plana.

## Glasovi
- Kotono Mitsuishi kao Excel
- Omi Minami kao Hyatt
- Satomi Koorogi kao Menchi
- Takehito Koyasu kao Il Palazzo
- Aya Hisakawa kao Anne Anzai

## Produkcija
Seriju je stvorio Rikdo Koshi na temelju kratkog stripa kojeg je sam prethodno objavio dok je bio u srednjoj školi, pod naslovom Municipal Force Daitenzin (japanski 市立戦隊ダイテンジン, transliteracija Shiritsu Sentai Daitenjin. Excel Saga je tako postala "nasljednik" Daitenzina s namjerom da se ismijava depresivno-pesimistični pogled na svijet. Excel Saga je smještena u gradu Fukuoka a imena likova i organizacija potječu od nekih mjesnih građevina. Rikdo će kasnije pronalaziti nadahnuća za nastavak priče u samoj anime adaptaciji Sage koja je završila deset godina prije njegovog stripa.
Victor Entertainment je kontaktirao izdavača Shōnen Gahosha radi animirane adaptacije Excel Sage, pa su te dvije tvrtke zajedno kontaktirale Rikda. Shinichi Watanabe je izabran za redatelja. Watanabe je dodao svoj vlastiti alter ego u animeu u liku Nabeshina. Također je povećao ulogu stranog radnika Pedra koji je zauzimao samo jedan kadar u mangi. Watanabe je dodao da je "Pedrova situacija smatrana neprikladnim za emitiranje u Japanu". Produkcijska ekipa dobila je slobodu činiti što god žele, dok god se drže teme priče, a Rikdo je predložio paralelnu vremensku radnju. Anime je parodija u kojoj skoro svaka epizoda ima drugačiji žanr i temu. Ta je metoda upotrijebljena i na stil animacije, pošto su neki likovi dizajnirani po uzoru na druga anima ostvarenja, poput djela Leijija Matsumota. Kotono Mitsuishi je izabrana za glavnu junakinju, a Watanabe je bio zadivljen njenom sposobnošću brzog govora radi potrebe priče: "Doista se dovela do granica pa i dalje. Povremeno je bila čal prebrza, pa je to ostavilo dovoljno vremena za sinkronizaciju govora s micanjem usana." U takvim slučajevima, on bi ili dodao još neku rečenicu ili bi ona sama improvizirala dijaloge. Rikdo je isprva bio iznenađen kad je čuo kako Excel govori, jer je zamišljao drugačiji glas, ali je kasnije rekao da je Mitsuishi bila "nevjerojatna" te je bio zadovoljan što su slavni sinkronizacijski glumci čitali dijaloge iz njegovog stripa.

## Kritike
| „       | Excel Saga je Ima li pilota u avionu? animea. To dakako znači da se ova serija debelo oslanja na parodiju i satiru. Evo kratkog popisa tema kojima se ruga ova serija: Lupin III, Sailor Moon, Dragonball Z, Di Gi Charat, Giant Robo, Macross, cijela anime industrija, Power Rangers, Rocky, Aliens, Steven Spielberg, SAD, impresionizam, kapitalizam...A to je samo dovoljno za dvije epizode. Ovakva vrsta animea je već iskušana, ali Excel Saga ne staje tu: mnogo o čemu govori je duboko ukorijenjeno u japanskoj kulturi. Znate da gledate nešto posebno kada glavni lik uči engleski jezik a njegove prve riječi su "Ja sam flertuša"...Nemojte tražiti značajne trenutke duboke drame (ako ne brojite epizodu u kojoj likovi dobivaju dozvolu suzdržati se od slapsticka, ali čak i to je napravljeno satirički). Između frenetičnih pojavljivanja spontanih likova leži standardna priča o preuzimanju svijeta koja je tek kostur kako bi tijelo funkcioniralo. | ” |
| — Kain, | |   |

| „              | Ja sam mislio da stvari ne mogu postati čudnije od Elf Princess Rane. Bio sam u krivu...Ova serija definitivno nije za svačije ukuse (na kraju krajeva, ima povremeno bolestan humor), ali ako volite serije koje su tamo vani a tako su čudne da ne možete ne buljiti u njih, Excel Saga je za vas. | ” |
| — Carlos Ross, | |   |

| „              | Velika zamjerka je sama junakinja. Excel je jednostavno glasna i čista gnjavaža, a jedini dio njenog karaktera koji se doima stvarnim je njena opsjednutost sa vladarom Il Palazzom. Hyatt je jednako površna. Njena jedina odlika je navika stalno umrijeti iznova i iznova, te opet nekako oživi u drugoj epizodi. Tek u zadnjih par epizoda zaplet s Acrossom se spoji s drugim podzapletima te pokrene na neki način. Mene su puno više zanimale pustolovine susjeda i civilnih službenika u obrambenim snagama grada. Njihove priče bile su konstantno smiješne, pametne i puno složenije...Moje vrijeme provedeno s Excel se više činilo poput zatvorske kazne nego zabave, ali donekle shvaćam zašto su njene pustolovine dogurale do tolike popularnosti među anime šmokljanima. | ” |
| — Joel Pearce, | |   |

## Vanjske poveznice
- Excel Saga na Internet Movie Databaseu
- Excel Saga na Anime News Network